# Mirabilis glabrifolia
Mirabilis glabrifolia är en underblomsväxtart som först beskrevs av Casimiro Gómez de Ortega, och fick sitt nu gällande namn av Ivan Murray Johnston. Mirabilis glabrifolia ingår i släktet underblommor, och familjen underblomsväxter. Inga underarter finns listade i Catalogue of Life.